# Tetragnatha caudata
Tetragnatha caudata är en spindelart som beskrevs av James Henry Emerton 1884. Tetragnatha caudata ingår i släktet sträckkäkspindlar, och familjen käkspindlar. Inga underarter finns listade i Catalogue of Life.